# Saint-Martin-Lys

Saint-Martin-Lys este o comună în departamentul Aude din sudul Franței. În 1 ianuarie 2022 avea o populație de 24 de locuitori.